# Swift (motorfiets)
Swift is een historisch merk van motorfietsen.
De bedrijfsnaam was: Swift Cycle Co. Ltd., later The Swift Motor Co. Ltd., Cheylesmore, Coventry.
Swift was oorspronkelijk producent van fietsen en naaimachines. In 1899 begon men met de productie van tricycles met De Dion-motoren en automobielen. Er werden voor Starley motorfietsen met asaandrijving gebouwd. Enkele modellen hadden bij Swift gebouwde 492- en 768 cc blokken. De band met Starley (later het merk Ariel) bleef bestaan en in 1910 gingen de machines zelfs "Swift-Ariel" heten. In 1911 verschenen er eigen modellen met White & Poppe-motoren en in 1913 leverde men een cyclecar met een watergekoelde motor.
Bij het uitbreken van de Eerste Wereldoorlog werd de productie van motorfietsen beëindigde en Swift ging zich concentreren op de bouw van auto's.